# 杨洁 (1967年)
杨洁（1967年8月—），女，天津蓟县人，中华人民共和国政治人物。曾任滦南县人民政府县长、中共滦南县委书记、曹妃甸区人民政府区长、中共唐山市委宣传部部长、唐山市人大常委会主任。河北省第十二届、十三届（补选）、十四届人民代表大会代表。

## 生平
1967年8月，杨洁出生在天津市蓟县（今蓟州区）。1985年11月，杨洁进入陡河电厂检修处高压班工作。1987年2月转入共青团唐山发电总厂团委，先后出任干事、团委副书记、团委书记。1995年9月，杨洁出任共青团唐山市委副书记，1999年7月升任团委书记，期间于1991年11月加入中国共产党。
2003年4月，杨洁调任中共滦南县委副书记，2006年6月兼任代县长，同年7月正式兼任县长，2008年4月晋升中共滦南县委书记。2010年4月，杨洁出任曹妃甸工业区党工委副书记兼管委会常务、副主任，2012年7月兼任中共曹妃甸区委副书记，同年9月兼任区长。2014年12月，杨洁出任中共唐山市委常委、宣传部部长。2021年6月，杨洁出任唐山市人大常委会党组书记，同年8月接替郭彦洪成为唐山市人大常委会主任。

### 落马
2024年5月21日，杨洁涉嫌严重违纪违法接受河北省纪委监委纪律审查和监察调查。4月5日，唐山市副市长李建忠任上被查。4月9日，唐山市人大常委会副主任、中共迁西县委书记李贵富被查。4月30日，其前任郭彦洪涉嫌严重违纪违法接受纪委监委调查。